# Phascolion rectum
Phascolion rectum är en stjärnmaskart som beskrevs av Ikeda 1904. Phascolion rectum ingår i släktet Phascolion och familjen Phascoliidae. Inga underarter finns listade i Catalogue of Life.